# Buchegg SO
Buchegg ist eine Einwohnergemeinde im Schweizer Kanton Solothurn (Bezirk Bucheggberg). Sie entstand auf den 1. Januar 2014 durch eine grosse Fusion der früheren Gemeinden Aetigkofen, Aetingen, Bibern (SO), Brügglen, Gossliwil, Hessigkofen, Küttigkofen, Kyburg-Buchegg, Mühledorf (SO) und Tscheppach. Die neue Gemeinde, zu der 2024 auch Lüterswil-Gächliwil gestossen ist, erhielt die BFS-Nr. 2465.

## Geografie
Die Gemeinde Buchegg liegt auf dem solothurnischen Bucheggberg und grenzt sowohl im Nordwesten als auch im Osten und Südosten an den Kanton Bern. Die südliche Gemeindegrenze bildet der Limpach.
Die Nachbargemeinden von Buchegg sind im Norden Leuzigen (BE), im Nordnordosten Lüterkofen-Ichertswil, im Osten Bätterkinden (BE), im Südosten Fraubrunnen (BE), im Süden Unterramsern, im Südsüdwesten Messen und Biezwil, im Westen Rüti bei Büren (BE) und im Nordwesten Arch (BE).